# Racconto dei boschi di Vienna
Racconto dei boschi di Vienna (Tale of the Vienna Woods) è un film del 1934 diretto da Rudolf Ising. Terzo cortometraggio d'animazione della serie Happy Harmonies, è ispirato al valzer Storielle del bosco viennese di Johann Strauss, adattato per la colonna sonora dal compositore Scott Bradley. Mel Shaw, che si occupò del soggetto e del character design, voleva inizialmente disegnare i personaggi in modo realistico ma fu ostacolato dai produttori in quanto l'animazione sarebbe stata difficoltosa. Il film fu distribuito negli Stati Uniti il 27 ottobre 1934. È stato distribuito anche col titolo Racconti dei boschi di Vienna.

## Trama
Nei boschi vicino a Vienna, un cerbiatto aspetta vicino a un castello in rovina che la statua di un fauno venga toccata dai raggi dell'alba e prenda così vita. Il cerbiatto e il fauno passano quindi la giornata insieme giocando, facendosi vari scherzi e prendendosi gioco dei cani dei cacciatori. Quando si avvicina il tramonto, il fauno torna sul suo piedistallo e i due si salutano, ma il cerbiatto viene trovato dai cani e inseguito finché non rimane appeso a una rupe. Sentendo le urla dell'amico, il fauno corre in suo soccorso e lo aiuta ad arrampicarsi, quindi torna sul piedistallo appena in tempo per ritrasformarsi in pietra.

## Distribuzione

### Edizioni home video
In America del Nord il corto è stato distribuito in laserdisc il 9 luglio 1994 dalla MGM/UA Home Video, nel cofanetto Happy Harmonies, e in DVD dalla Warner Home Video il 10 ottobre 2006 come extra nella prima edizione de L'isola del tesoro.